# Megaselia continuata
Megaselia continuata är en tvåvingeart som beskrevs av Bridarolli 1951. Megaselia continuata ingår i släktet Megaselia och familjen puckelflugor. Inga underarter finns listade i Catalogue of Life.